# Hippolyte Ganneron
Pour les articles homonymes, voir Ganneron.
Auguste Victor Hippolyte Ganneron est un homme politique et un homme d'affaires français né à Paris, le 22 mai 1792, et mort dans la même ville, le 23 mai 1847.

## Biographie
Fils d'un modeste marchand, Hippolyte Ganneron est élevé à Sainte-Barbe, aux frais d'un oncle, riche fabricant de chandelles. Reçu avocat en 1813, il reprend la maison de commerce de son oncle, lui donne une grande extension, et fait partie, en 1829, de la chambre de commerce, puis du tribunal de commerce de Paris, qu'il préside en 1830. 
Le 28 octobre 1830, il est élu député par le collège de la Seine, avec 5 854 voix sur 7 214 votants et 10 315 inscrits, en remplacement de Vassal, démissionnaire. Conseiller général de la Seine, colonel de la 2e légion de la garde nationale, il est réélu, le 5 juillet 1831, dans le 4e arrondissement de Paris ; il est secrétaire de la Chambre pendant la législature. 
Le 22 septembre suivant, il propose, sur l'interpellation de Mauguin relative aux affaires étrangères, après la chute de Varsovie, un ordre du jour déclarant que la Chambre, « satisfaite des explications données par les ministres, a confiance dans leur sollicitude pour la dignité de la Chambre ». Cet ordre du jour est voté par 221 voix contre 167. Ganneron soutient, à la Chambre, la politique du gouvernement, fait partie de plusieurs commissions, défend la loi contre les associations. Il est nommé, en 1834, membre du conseil municipal de Paris. 

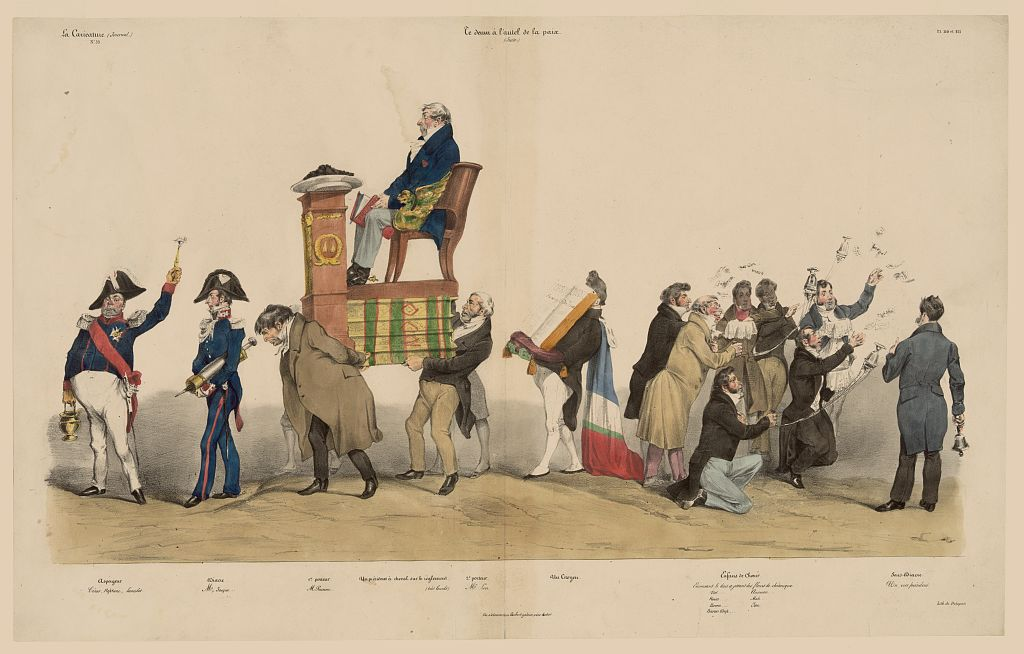
Te deum à l'autel de la paix
Dessin de Grandville paru dans La Caricature en novembre 1831.
De gauche à droite : L'aspergeur, le général Georges Mouton ; le diacre, le général Jean-François Jacqueminot ; un président à cheval sur le règlement, Amédée Girod de l'Ain ; 1er porteur, Clément-François-Victor-Gabriel Prunelle ; 2e porteur, Benjamin-François Levrault ; un citoyen, le roi Louis-Philippe Ier, le visage caché par un livre ; les enfants de chœur, Jean Vatout, Auguste Hilarion de Kératry, Alphonse-Marie-Marcellin-Thomas Bérenger, Antoine Gabriel Jars, Alphonse Jacques Mahul, Auguste Victor Hippolyte Ganneron ; le sous-diacre.

Réélu successivement en 1834, 1839 et 1842, il devient un des adversaires des ministères du 15 avril 1839 et du 29 octobre 1840, vote contre l'indemnité Pritchard pour la proposition Rémusat contre les députés fonctionnaires, est rapporteur du budget en 1838, et vice-président de la Chambre en 1839 et en 1840.
En 1844, il fonde, sous le nom de « Comptoir Ganneron », une banque d'escompte où les capitaux affluent, grâce au crédit dont il jouit dans le monde commercial, mais qui sombre à la révolution de 1848. Réélu député, le 1er août 1846, Ganneron, las de la politique, n'assiste que de loin en loin aux séances de la Chambre, et meurt, quelques mois après, de la fièvre typhoïde, un an avant la ruine de la banque qu'il a créée.
Ganneron avait été président du Tribunal de commerce de Paris et vice-président du Conseil général de la Seine et du Conseil municipal de Paris.
Il est le beau-père d'Alphonse Lemaire, maître de poste aux chevaux de Nanteuil-le-Haudoin, et du notaire parisien Augustin Massion.

## Distinctions
- Commandeur de la Légion d'honneur (1840).

### Hommages

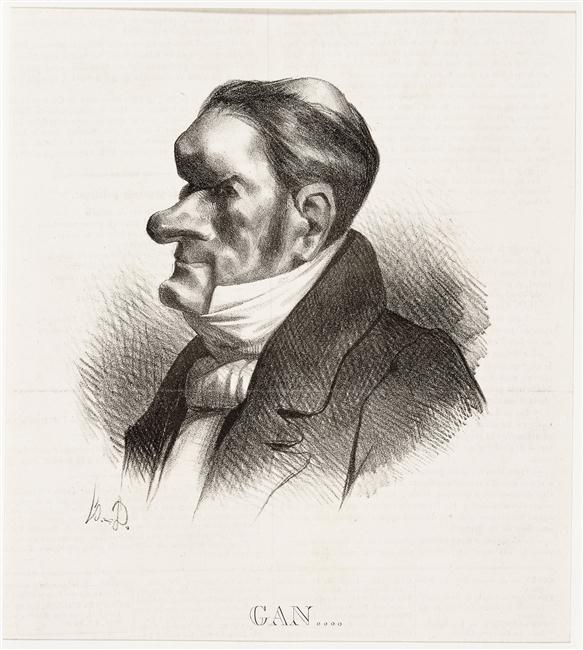
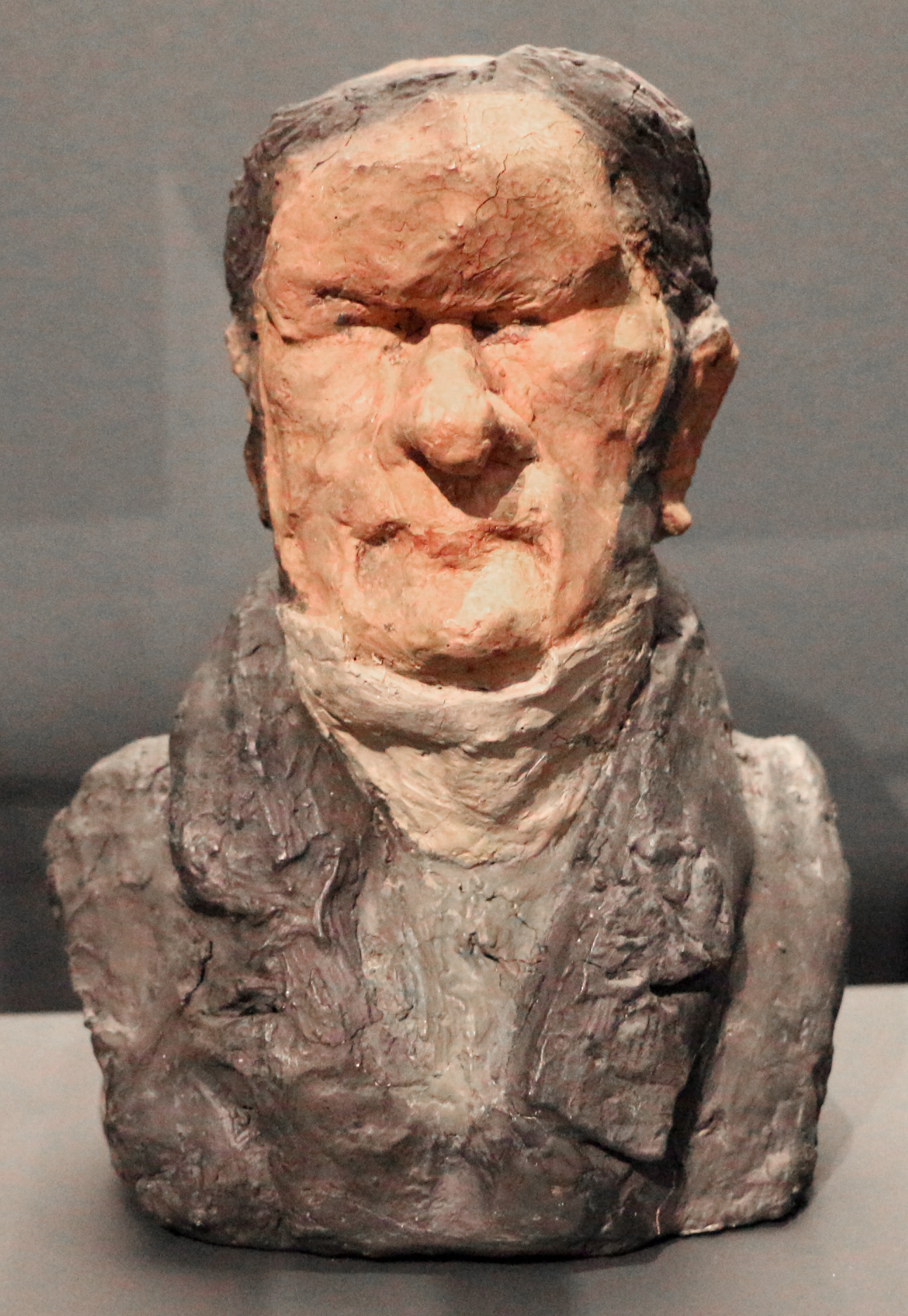

- Un buste des Célébrités du Juste Milieu de Honoré Daumier le représente.
- En 1875, son nom est donné à une rue du 18e arrondissement.

## Sources
- « Auguste, Victor, Hippolyte Ganneron », dans Adolphe Robert et Gaston Cougny, Dictionnaire des parlementaires français, Edgar Bourloton, 1889-1891 [détail de l’édition] [texte sur Sycomore]